# Mystrium voeltzkowi
Mystrium voeltzkowi é uma espécie de formiga do gênero Mystrium.